# Hässelby
Hässelby és un barri de l'oest de la ciutat d'Estocolm (Suècia). Forma part del districte (stadsdelsområde, en suec) de Hässelby-Vällingby i té una població de 36.568 habitants (2015).